# Botanica Vidoule

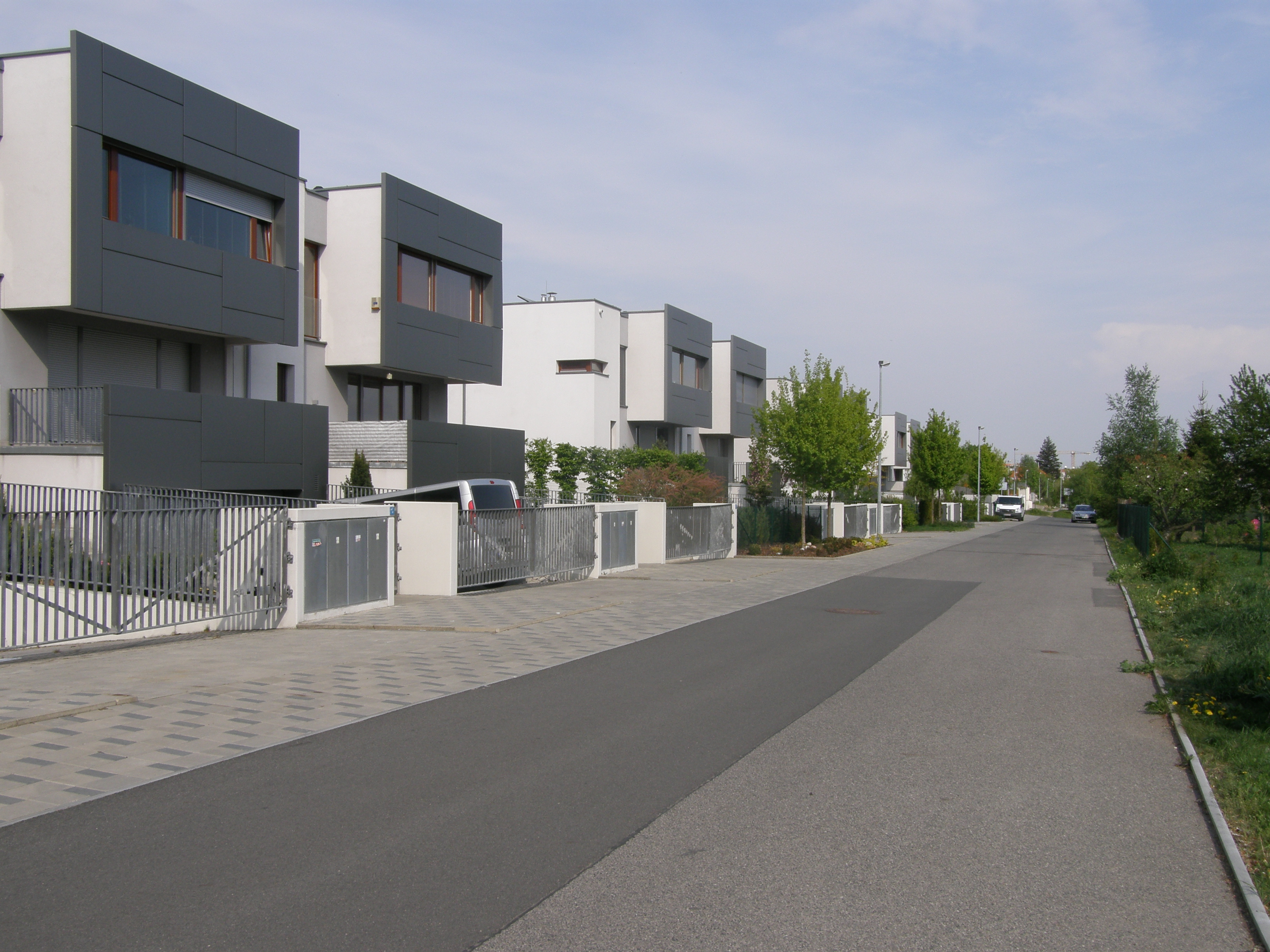
Schwarzenberská ulice

Rezidenční čtvrť Botanica Vidoule je projekt stavební společnosti Skanska. Původně jej navrhovala TCP-Vidoule a.s. a investor Crest invest a.s. pod názvem Rezidenční čtvrť Nad zámečkem.

## Historie výstavby
Výstavba bytových komplexů byla rozdělena do několika etap (I.-IV.), postupovalo se od východu k západu. Ještě před samotnou výstavbou vyvolával projekt vlnu nevole - ačkoliv se stavělo na několik let neobdělávaných polích, nové sídliště leží v bezprostřední blízkosti Přírodní památky Vidoule.
I. etapa se budovala v letech 2003-2006. Jedná se o bytové domy, řadové domy a dvojdomy. Každý byt má zpravidla balkon nebo terasu, někteří majitelé mohou využívat i předzahrádky. Bytové komplexy sousedí s jinonickým "zámečkem" a původní vilovou zástavbou. Došlo i k úpravě okolního terénu, který byl koncipován jako park s potůčkem (dosud však nebyl zprovozněn nebo se jedná pouze o jeho náznak). Nad čtvrtí byla navíc postavena česko-německá škola (Deutsche Schule Prag).
II. etapa vyrostla na severní straně ulice Pekařská mezi lety 2006 a 2008. Jedná se o dvoupodlažní rodinné domy a dvojdomy. Charakteristickým prvkem je kombinace zdiva a dřevěných obkladů. Vzhledem k strmějšímu terénu zde bylo použito mezi uličkami zdivo z gabionů. Součástí této etapy jsou i čtyřpodlažní bytové domy, jejichž interiér je navržený velkoryse a splňují tak současné požadavky na moderní bydlení. K bytům také náleží balkon nebo terasa, v posledním patře jsou terasy umístěny na střeše. Samozřejmostí jsou garáže, které jednotlivé bloky propojují.
V roce 2009 byla dokončena výstavba předposlední III. etapy. Budovy jsou navrženy převážně jako rodinné domy s dvěma patry. Jedná se o dvojdomy, atriové domy a řadové rodinné domy.
IV. etapa je koncipována jako komplex bytových a rodinných domů. Jednotlivé bloky bytových domů jsou vzájemně propojeny odpočinkovým vnitroblokem. Součástí bytů jsou balkony, lodžie nebo terasy. K přízemním bytům náleží předzahrádky. Rodinné domy jsou budované jako dvoupatrové. V přízemních patrech jsou společenské místnosti, druhé patro pak tvoří převážně ložnice a pokoje. Součástí každého domu je také pozemek.